# Igličarke
Igličarke (Beloniformes) su biološki red od pet porodica slatkovodnih i morskih riba iz razreda zrakoperki (Actinopterygii).
Porodice su:
- Adrianichthyidae
- Belonidae ili iglice
- Exocoetidae ili poletuše
- Hemiramphidae ili Polukljunke
- Scomberesocidae ili Štukoskuše

S izuzetkom porodice Adrianichthyidae, ove ribe su srednje veličine, žive blizu površine vode, hraneći se algama i planktonima, i drugim manjim organizmina. Većina je iz morskog okruženja iako nekoliko vrsta iz porodica Belonidae i Hemiramphidae živi u bočatoj ili slatkoj vodi.
Ovaj red se ponekad dijeli u dva podreda Adrianichthyoidei i Belonoidei. Podred Adrianichthyoidei sadrži samo jednu porodicu, a to je Adrianichthyidae, koja je do nedavno bila uključena u Cyprinidontiformes, dok nisu s novim saznanjima potvrđena pripadnost rodu Beloniformes. Drugi podred, Belonoidei, dijeli se na dvije nadporodice, nadporodice Scomberesocoidea koja sadrži porodice Belonidae i Scomberesocidae, te nadporodice Exocoetoidea koja sadrži porodice Exocoetidae and Hemiramphidae.